# Cropus
Cropus é uma comuna francesa na região administrativa da Normandia, no departamento de Sena Marítimo. Estende-se por uma área de 4,78 km². Em 2010 a comuna tinha 252 habitantes (densidade: 52,7 hab./km²).